# Georges Papy
Georges Léopold Anatole Papy (* 4. November 1920 in Anderlecht; † 11. November 2011 in Brüssel) war ein belgischer Mathematiker und Mathematikpädagoge.
Papy war im Zweiten Weltkrieg im belgischen Widerstand und gab dabei auch Untergrundkurse in Mathematik für Studenten der Universität Brüssel und untergetauchte Juden. 1945 wurde er an der Universität Brüssel in Mathematik mit Bestnoten (la plus grande distinction) promoviert und 1951 erhielt er seine Agrégation de l’enseignement supérieur. Ab 1949 war er an der Universität Brüssel Dozent und ab 1956 ordentlicher Professor für Algebra. 1955 war er am Institute for Advanced Study. Er war ab den 1950er-Jahren an der Erneuerung des Curriculums gemäß zeitgenössischer mathematischer Strömungen (Strukturmathematik im Sinn von Nicolas Bourbaki) beteiligt, was als Neue Mathematik bekannt wurde. 1961 gründete er das belgische Zentrum für Mathematikpädagogik (Centre Belge de Pédagogie de la Mathématique) und galt international als führender Experte, der von UNESCO, OECD und der IBM zu Rate gezogen wurde. 1970 war er in Nizza Gründungspräsident der Groupe International de Recherche en Pédagogie de la Mathématique und 1960 bis 1970 war er Präsident der Commission Internationale pour l’Étude et l’Amélioration de l’Enseignement des Mathématiques. Ab 1967 begannen er und seine Frau Frédérique auch die Grundschulmathematik zu reformieren, zunächst mit experimentellen Klassen. Unter anderem führten sie das Konzept des Minicomputers ein, wobei er die Idee Georges Lemaître zuschrieb (mit einer Realisation, die von den Cuisenaire-Stäbchen inspiriert war). Sie basierte darauf, die Binärdarstellung von Zahlen in Form von eingefärbten 4×4-Quadraten wiederzugeben. In den 1970er-Jahren war er durch Vermittlung von dessen Leiter Burt Kaufman Forschungsdirektor des Comprehensive School Mathematics Program in den USA.
1963/64 war er als Senator Mitglied des belgischen Parlaments.
Er war 1966 Invited Speaker auf dem Internationalen Mathematikerkongress in Moskau. Seine Frau Frédérique Papy-Lenger (1921–2005) war auch eine bekannte Mathematikpädagogin, mit der er zusammenarbeitete, unter anderem an seiner sechsbändigen Schulbuchreihe Mathématique Moderne in den 1960er-Jahren.

## Schriften
- mit Th. Lepage: Introduction à l´algèbre moderne. Band 1, Brüssel 1949.
- Algèbre. Brüssel 1956.
- Quinze leçons de l´algèbre linéaire. Brüssel 1959.
- Groupes. Dunod, Paris 1961.
  - Englische Übersetzung: Groups. Macmillan, 1964.
- Ebene Affine Geometrie und Reelle Zahlen. Vandenhoeck und Ruprecht, 1965.
- Groupoides. Brüssel, Paris 1965.
  - deutsche Übersetzung: Einfache Verknüpfungsgebilde: Gruppoide. Vandenhoeck und Ruprecht, 1969.
- mit F. Papy: Mathématique Moderne. 6 Bände, Didier, Brüssel, Paris 1963 bis 1966 (davon Band 2 Nombres réels et vectoriel plan, Band 5 Arithmétique, Band 6 Géometrie plane)
  - Deutsche Ausgabe: Die ersten Elemente der Neuen Mathematik. Otto Salle Verlag, 2 Bände (Band 2: Die projektive Ebene und Graphen.) 1968, zweite Auflage Diesterweg Salle, 1971.
- L’Enfant et les Graphes. Didier, Paris 1969.
- Minicomputer. Ivac, Brüssel 1969.
- Topologie als Grundlage des Analysis-Unterrichts. Vandenhoeck und Ruprecht 1970 (französisches Original: Le premier enseignement de l'analyse.)
- Elemente der modernen Geometrie. Klett, 1967, 1970.
- Einführung in die Vektorräume. Vandenhoeck und Ruprecht, 1965.